# Casa Louis Armstrong
La Casa Louis Armstrong es una casa museo histórica en 34-56 107th Street en el barrio Corona de Queens en la ciudad de Nueva York (Estados Unidos). Fue el hogar de Louis Armstrong y su esposa Lucille Wilson desde 1943 hasta su muerte en 1971. Lucille le dio la propiedad a la ciudad de Nueva York para crear un museo centrado en su esposo.
La casa fue designada Monumento Histórico de la Ciudad de Nueva York en 1988 y declarada Monumento Histórico Nacional en 1976. Ahora funciona como un museo que presenta conciertos y programas educativos, y pone a disposición del público los materiales de sus archivos de escritos, libros, grabaciones y recuerdos para su investigación.

## Contexto
La Fundación Educativa Louis Armstrong entregó la casa al Departamento de Asuntos Culturales después de la muerte de Lucille Armstrong en 1983. Esta casa de ladrillos fue diseñada por el arquitecto Robert W. Johnson y construida por Thomas Daly en 1910. Se hicieron algunos cambios en el exterior y el interior cuando los Armstrong se mudaron. Se derribó el porche que una vez estuvo en el frente y se agregó el espacio a la sala de estar. Para el exterior, los Armstrong armaron el jardín y construyeron el garaje.
Además se renovó el interior a su gusto. Los baños ornamentados y la cocina no son originales. Se entregaron pinturas y recuerdos a Louis Armstrong en su gira por Asia, Europa y África. Estos obsequios han encontrado su propio hogar en tocadores, mesitas de noche, estantes y paredes.

## Museo

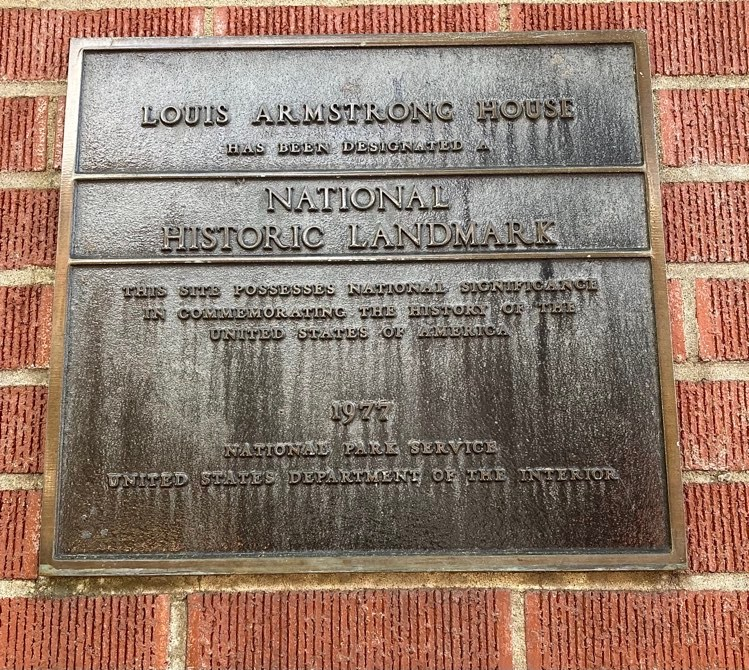
Placa colocada en 1977 por el Servicio de Parques Nacionales de Estados Unidos que dice en inglés: "La Casa Louis Armstrong ha sido designada Monumento Histórico Nacional. Este sitio posee importancia nacional al conmemorar la historia de los Estados Unidos de América".

La Comisión de Preservación de Monumentos Históricos de la Ciudad de Nueva York celebró una audiencia en noviembre de 1985 sobre la designación de la Casa Louis Armstrong como Monumento Histórico. En la audiencia se leyó una carta y una declaración en apoyo de la designación, y cinco testigos hablaron a favor. La casa fue designada como hito individual el 13 de diciembre de 1988.